# Вебстервілл (Вермонт)
Вебстервілл (англ. Websterville) — переписна місцевість (CDP) в США, в окрузі Вашингтон штату Вермонт. Населення — 570 осіб (2020).

## Географія
Вебстервілл розташований за координатами 44°9′27″ пн. ш. 72°28′40″ зх. д. / 44.15750° пн. ш. 72.47778° зх. д. (44.157597, -72.477807).  За даними Бюро перепису населення США в 2010 році переписна місцевість мала площу 4,43 км², з яких 4,31 км² — суходіл та 0,12 км² — водойми.

## Демографія
Згідно з переписом 2010 року, у переписній місцевості мешкало 550 осіб у 234 домогосподарствах у складі 153 родин. Густота населення становила 124 особи/км².  Було 248 помешкань (56/км²).
Расовий склад населення:
| - 98,2 % — білих - 0,4 % — чорних або афроамериканців - 0,2 % — корінних американців |

До двох чи більше рас належало 1,3 %. Частка іспаномовних становила 3,1 % від усіх жителів.
За віковим діапазоном населення розподілялося таким чином: 21,5 % — особи молодші 18 років, 62,3 % — особи у віці 18—64 років, 16,2 % — особи у віці 65 років та старші. Медіана віку мешканця становила 40,6 року. На 100 осіб жіночої статі у переписній місцевості припадало 95,7 чоловіків;  на 100 жінок у віці від 18 років та старших — 99,1 чоловіків також старших 18 років.
Середній дохід на одне домашнє господарство  становив 74 053 долари США (медіана — 75 000), а середній дохід на одну сім'ю — 80 996 доларів (медіана — 75 750). Медіана доходів становила 37 440 доларів для чоловіків та 33 750 доларів для жінок. За межею бідності перебувало 8,6 % осіб, у тому числі 0,0 % дітей у віці до 18 років та 20,6 % осіб у віці 65 років та старших.
Цивільне працевлаштоване населення становило 301 особа. Основні галузі зайнятості: виробництво — 28,9 %, освіта, охорона здоров'я та соціальна допомога — 23,9 %, фінанси, страхування та нерухомість — 21,6 %.